# Tatort: Borowski und die große Wut
Borowski und die große Wut ist ein Fernsehfilm aus der Krimireihe Tatort. Der von NDR produzierte Beitrag ist die 1236. Tatort-Episode und wurde am 7. Mai 2023 im SRF, im ORF und im Ersten ausgestrahlt. Der Kieler Hauptkommissar Klaus Borowski ermittelt in seinem 39. Fall, seine Kollegin Sahin in ihrem achten Fall.

## Handlung
Eine junge Frau rennt auf dem Bürgersteig einer belebten Straße gegen den Passantenstrom. Als eine entgegenkommende Radfahrerin klingelt, versetzt sie ihr einen Stoß, so dass diese stürzt und von einem LKW überfahren wird. Die junge Frau rennt davon.
Nachdem er mit seiner Kollegin Mila Sahin gemeinsam an einer Berufsschule ermittelt hat, begibt sich Borowski allein zum Einfamilienhaus von Rita Beckmann. Wenig später wird er bewusstlos mit einer schweren Kopfwunde am Klinikum aufgefunden. An seiner Kleidung befindet sich Blut einer unbekannten Person. Borowski kann sich an nichts erinnern.
Im Krankenhaus wird er immer wieder von der kleinen Finja angerufen, die ihn um Hilfe bittet. Die Telefonnummer habe sie von ihrer Schwester Celina. Auf diesen Namen waren Borowski und Sahin auch bei ihren Ermittlungen an der Berufsschule gestoßen.
Sahin übernimmt die Ermittlungen. Im Einfamilienhaus von Rita Beckmann, in dem auch Celina Lüppertz wohnt, entdeckt Sahin die erstochene Großmutter von Celina und Finja. Im Krankenhaus trifft Borowski auf den Heizungstechniker des Klinikums, Sascha Seibert, der ihn vor dem Klinikum gefunden hatte. Seibert ist ein Nachbar von Celina und ihrer Großmutter. Mit Celina hatte er eine Affäre, die er jedoch beendet habe. Borowski habe er neben der getöteten Frau Beckmann gefunden und dann zum Krankenhaus gebracht. Da fällt ihm ein, dass er zuvor ein Fahrzeug in der Einfahrt stehen gesehen hat. Dieses identifiziert die Polizei als Fahrzeug von Dennis Schuster, dem gewalttätigen neuen Mann von Celinas und Finjas Mutter.
Unterdessen nimmt Celina immer wieder telefonisch Kontakt mit Borowski auf, zu dem sie ein wenig Vertrauen aufbaut. Sie erzählt ihm, ihr Stiefvater Dennis habe ihre Oma umgebracht und auch Finja bedroht. Da sei sie zusammen mit Finja geflohen. Borowski überredet sie, Finja freizulassen.
Während Sahin Schuster im Präsidium vernimmt, lässt sich Borowski zu Rita Beckmanns Haus bringen, um seine Erinnerung neu zu beleben. Von dort muss er mit ansehen, wie Celina Timmy, das Baby von Sascha Seibert und dessen Frau, entführt. Sie ist schwanger von Sascha, doch dieser wollte nichts mehr von ihr wissen. In einem See will sich Celina zusammen mit Timmy umbringen. Beide werden durch die Polizei gerettet.

## Hintergrund
Der Film wurde vom 19. Mai 2021 bis zum 18. Juni 2021 in Kiel und Hamburg gedreht. Die Premiere erfolgte am 1. September 2022 auf dem Festival des deutschen Films in Ludwigshafen am Rhein. Die Autoren Eva Zahn und Volker A. Zahn bekamen anlässlich der Premiere dieses Tatorts den Ludwigshafener Drehbuchpreis verliehen und Regisseurin Friederike Jehn gewann den Filmkunstpreis Ludwigshafen „Beste Regie“ des Wettbewerbs.

## Rezeption

### Kritiken
Dieser Tatort zeige „keine direkte Gewalt“, so Karsten Umlauf auf SWR 2, „die Bilder sind immer erst da, wenn das Unheil schon geschehen ist.“ Und dann versuche man, zu verstehen, zu ergründen. Das Drehbuch von Eva und Volker A. Zahn entwickle „eine ganz eigenartige Spannung, und gerade wie dieser Tatort seine Leerstellen inszeniert, macht ihn so überzeugend.“  Wo in anderen Tatorten „oft auf Zusammenhänge, Erklärungen und Sichtbarmachung gesetzt“ werde, so Ingo Scheel von n-tv, geschehe „hier alles auf einer beinah traumhaften, ja, somnambulen Ebene. Das Spiel mit der Farbe Rot, die großartige Sophie von Kessel als Wiedergängerin zwischen Nina Simone und Grace Kelly, die an Lars von Trier gemahnende Atmo im backsteinernen Krankenhaus, der Seilakt von einem Zusammenspiel zwischen Borowski und Sahin.“ Sein Fazit: „Die Story von Eva und Volker A. Zahn unter der Regie von Friederike Jehn ist die gelungene Kombi aus Surrealismus, Marke Murot, Film noir und norddeutschem Esprit.“ Thomas Gehringer von tittelbach.tv bezeichnet diesen Kiel-Tatort als einen „unkonventionellen“, aber „zugleich spannenden Krimi“ und attestiert den Machern „Ambition statt Krimi-Routine. Wieder ein Kieler Tatort, der in Erinnerung bleiben wird.“ Andreas Hergeht von der TAZ findet, dass „dieser tolle Tatort in mehrfacher Hinsicht besonders“ ist. „Eine ambivalente Geschichte und gerade deshalb gut und spannend, da waren Könner am Werk.“ Für Oliver Alexander von quotenmeter.de ist „Borowski und die große Wut“ ein Tatort „von der anderen Sorte“, ein Film, „der durch seine komplexe Handlung, die gelungenen Figurenzeichnungen und die gesellschaftlichen Themen überzeugt.“ Die Spannung bleibe „bis zum Schluss erhalten, und die ungewöhnliche Erzählweise macht den Film zu einem besonderen Erlebnis.“ TV Spielfilm lobt die „spannende Konstellation und eine ausgefeilte Story mit komplexem Opfer-Täter-Mechanismus. Hochspannung pur!“ Dies sei ein „stiller“ Tatort, „mit uneindeutigen Bildern, aber auch klaren Ansagen“, so Inna Hartwich in der Neuen Zürcher Zeitung, und „das Drehbuch von Eva und Volker A. Zahn mache „Borowski und die große Wut“ streckenweise meisterhaft zum Kammerspiel am Spitalbett“. Wie es gelinge, in einem Film, der an Telefonaten entlang erzählt werde, „die Spannung nicht nur aufrechtzuhalten, sondern noch zu steigern“, sei „keine kleine Leistung der Drehbuchautoren“, schreibt Tilmann Spreckelsen in der FAZ. „Das Schillernde“, das die Zahns „ihrer Celina zuschreiben, löst die Schauspielerin Caroline Cousin ein, und dass die Figur am Ende trotz aller Brüche gegenüber den abgründigen Menschen in ihrer Umgebung als eher geradlinig erscheint, ist eine treffende Pointe in dem Drama, das langsam seine Konturen sehen lässt.“

„Der überspitzte Plot stellt das Publikum auf eine harte Probe; psychologisch und ermittlungstechnisch ließe sich einiges gegen die Geschichte einwenden. Aber der Prozess der Annäherung Borowskis […] ist optisch und akustisch exzellent inszeniert und entwickelt eine eigene Logik.“

### Einschaltquoten
Die Erstausstrahlung von Borowski und die große Wut am 7. Mai 2023 wurde in Deutschland von 8,67 Millionen Zuschauern gesehen und erreichte einen Marktanteil von 29,7 % für Das Erste.